# Leichtathletik-Europameisterschaften 1934/Marathon der Männer

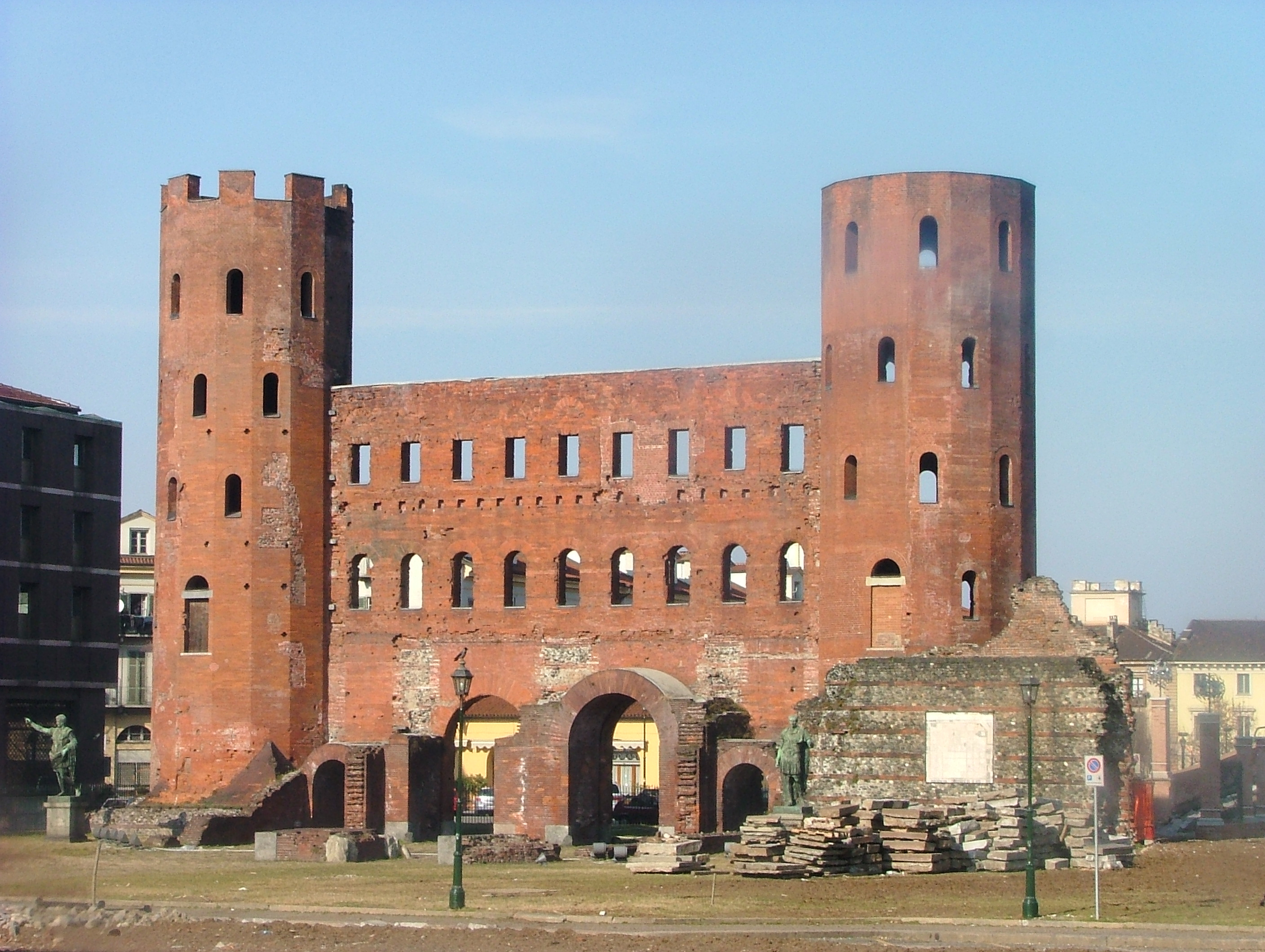
Porta Palatina, Turin

Der Marathonlauf der Männer bei den Leichtathletik-Europameisterschaften 1934 fand am 9. September 1934 in Turin, Italien, statt.
Der Finne Armas Toivonen gewann das Rennen in 2:52:29,0 h. Vizeeuropameister wurde der Schwede Thore Enochsson vor dem Italiener Aurelio Genghini.

## Bestleistungen/Rekorde

### Bestehende Bestleistungen/Rekorde
| Weltbestzeit         | Albert Michelsen                                    | 2:29:01,8 h                                         | Port Chester, USA                                   | 12. Oktober 1925                                    |
| Europabestzeit       | Harry Payne                                         | 2:30:57,6 h                                         | London, Großbritannien                              | 5. Juli 1929                                        |
| Meisterschaftsrekord | Einen Europameisterschaftsrekord gab es noch nicht. | Einen Europameisterschaftsrekord gab es noch nicht. | Einen Europameisterschaftsrekord gab es noch nicht. | Einen Europameisterschaftsrekord gab es noch nicht. |

Anmerkung:

Rekorde wurden damals im Marathonlauf und Straßengehen wegen der unterschiedlichen Streckenbeschaffenheiten mit Ausnahme von Meisterschaftsrekorden sowie auf Bahnen ausgetragenen Wettbewerben nicht geführt.

### Europameisterschaftsrekord
In dem Rennen wurde der folgende erste Europameisterschaftsrekord aufgestellt:

2:52:29,0 h – Armas Toivonen (Finnland), Rennen am 9. September

## Ergebnis

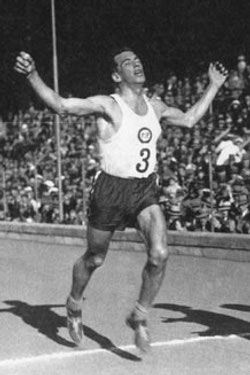
Vizeeuropameister Thore Enochsson, Schweden

9. September 1934
| Platz | Athlet            | Land               | Zeit (h)     |
| ----- | ----------------- | ------------------ | ------------ |
|       | Armas Toivonen    | Finnland           | 2:52:29,0 CR |
|       | Thore Enochsson   | Schweden           | 2:54:35,6    |
|       | Aurelio Genghini  | Königreich Italien | 2:55:03,4    |
| 04    | József Galambos   | Ungarn             | 2:55:14,0    |
| 05    | Heinrich Brauch   | Deutsches Reich    | 2:58:40,2    |
| 06    | Hans Wehrli       | Schweiz            | 2:58:45,0    |
| 07    | Rudolf Morf       | Schweiz            | NT000        |
| 08    | Michele Fanelli   | Königreich Italien | 3:11:09,4    |
| 09    | Josef Šulc        | Tschechoslowakei   | NT000        |
| DNF   | Frans Vendersteen | Belgien            |              |
| DNF   | Franz Tuschek     | Österreich         |              |
| DNF   | Rudolf Wöber      | Österreich         |              |
| DNF   | Josef Bena        | Tschechoslowakei   |              |
| DNF   | Oiva Ekholm       | Finnland           |              |
| DNF   | Paul Gerhardt     | Deutsches Reich    |              |